# Andrés Velasco
Pour les articles homonymes, voir Andrés Velasco (acteur) et Velasco.
Andrés Velasco Brañes (né le 30 août 1960 à Santiago du Chili), est un économiste et homme politique chilien, ministre des Finances entre 2006 et 2010.
Il est le fils de l'homme politique Eugenio Velasco et de l'avocate Marta Brañes, et marié à la journaliste Consuelo Saavedra Flores.
Il a reçu le prix IDB pour l'excellence en recherche économique en 2006.